# Молодой человек у окна (картина Кайботта)
«Молодой человек у окна» (фр. Jeune homme à sa fenêtre) — картина французского художника Гюстава Кайботта (Gustave Caillebotte, 1848—1894), написанная в Париже в 1875 году. Размер полотна — 117 × 82 см (46 × 32 дюйма).

## История
Кайботт представил эту картину на второй выставке импрессионистов 1876 года. В этом же году была представлена знаменитая работа «Паркетчики». Писатель Эмиль Золя был впечатлён техникой молодого автора, но был совершенно разочарован стилем художника: он назвал картину «антихудожественной … из-за точности копирования» (англ. anti-artistic … because of the exactitude of the copying).
Картина находилась в частном собрании. 11 ноября 2021 года она была куплена на аукционе Christie's для коллекции Музея Гетти в Лос-Анджелесе (США). Сумма сделки составила более 53 миллионов долларов.

## Описание
На картине изображён младший брат художника Рене Кайботт, одетый в домашнюю одежду. Мужчина стоит спиной к зрителю у балюстрады балкона. Из окна второго этажа семейных апартаментов на улице Миромениль в Париже виден бульвар Мальзерб. Это одна из ранних работ Кайботта, показывающая его интерес к городскому реализму, к которому художник обращался в своем творчестве достаточно часто. Это первая работа художника, где он использовал необычный ракурс для изображения Парижа. Париж — такой же герой, как и стоящие спиной персонажи. Город, закрывающий собой линию горизонта и перерисовывающий сам этот горизонт. Город, который после перестройки бароном Османом перестал ютиться по дворам — и улицами, шумом, взглядами, светом вливается в дома через новомодное архитектурное изобретение, через узорчатые балконы. Похожий приём художник использовал в более поздних картинах — «Балкон. Бульвар Осман», которую он написал в 1880 году, и «Человек на балконе, бульвар Осман», написанной в это же время. Каждый раз зрителю кажется, что через секунду фигура обернётся и мы увидим приветливое знакомое лицо. Чаще всего художник выбирал для изображения мужчин, но в 1880 году была написана картина «Интерьер», которая изображает даму, смотрящую в окно на чудесный город. Зрителю видна вывеска с близстоящего дома.